# Cuza Vodă (Galați)
Cuza Vodă è un comune della Romania di 3 225 abitanti, ubicato nel distretto di Galați, nella regione storica della Moldavia.